# محمدکاظم چقازردی
محمدکاظم چقازردی، بانکدار و مدیر ارشد اجرایی ایرانی است که در گذشته مدیرعامل و رئیس هیئت‌مدیره بانک سپه بوده‌است. وی پیش از این قائم‌مقام مدیرعامل بانک سپه بود و درپی انتصاب سیدکامل تقوی‌نژاد؛ مدیرعامل پیشین این بانک به ریاست سازمان امور مالیاتی ایران، از سوی وزیر امور اقتصادی و دارایی به‌عنوان مدیرعامل بانک سپه منصوب شد.